# Ägyptischer Amateurfunkverband
Der Ägyptische Amateurfunkverband, arabisch جمعية هواة اللاسلكي المصرية للتنمية, DMG Ǧamʿiyyat Huwāt al-Lāsilkī al-Miṣrī li-t-Tanmiya, englisch The Egyptian Radio Amateurs Society for Development (ERASD), ist die nationale Vereinigung der Funkamateure in Ägypten.
Der gemeinnützige Verband ist Mitglied der International Amateur Radio Union (IARU Region 1), der internationalen Vereinigung von Amateurfunkverbänden, und vertritt dort die Interessen der Funkamateure des Landes.
Eines der Hauptziele der ERASD ist die Förderung von Jugendaktivitäten und die Verbesserung der Amateurfunkdienste in Ägypten durch Teilnahme an regionalen und internationalen Veranstaltungen.
Die ERASD verfolgt die folgenden Ziele:
- Förderung des Interesses an der Funkkommunikation und Spaß am Experimentieren.
- Bereitstellung effizienter Amateurfunkdienste für Not- und Katastrophenfälle.
- Förderung des Wissensaustauschs.
- Aus- und Weiterbildung von Funkamateuren und Menschen, die es werden wollen.
- Teilnahme an nationalen und internationalen Veranstaltungen, wie Fielddays.[5]

Die Mitgliedschaft steht allen lizenzierten Funkamateuren offen und darüber hinaus allen am Amateurfunk Interessierten, die sich auf die Amateurfunkprüfung vorbereiten wollen. Das Rufzeichen der Clubstation lautet SUØERA.